# Nes (Heerenveen)
Pour les articles homonymes, voir Nes.
Nes est un village situé dans la commune néerlandaise de Heerenveen, dans la province de la Frise. Ses noms néerlandais et frison sont identiques. Le 31 mars 2012, le village comptait plus de 1 100 habitants.

## Description

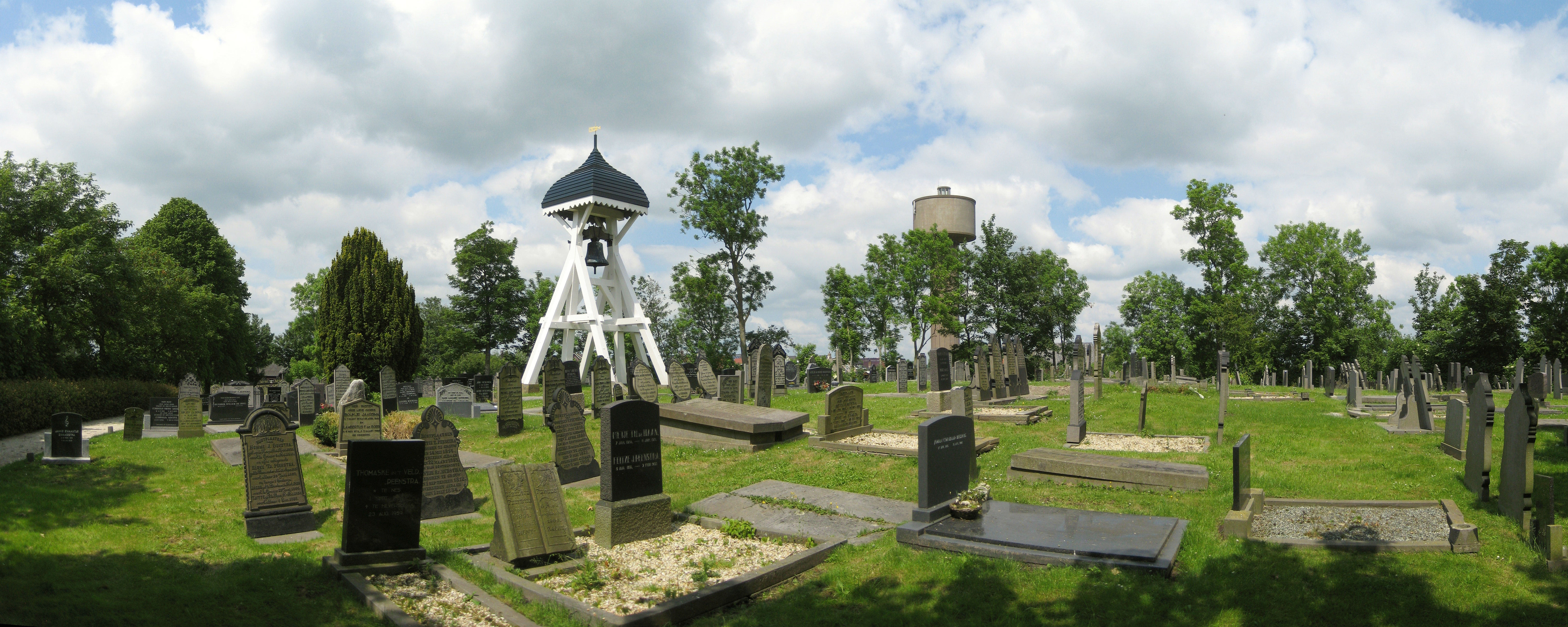
Cimetière d'Akkrum-Nes avec son beffroi traditionnel

Nes se trouve sur la rive de la petite rivière la Boorne et est attenant au village d'Akkrum, ce qui fait qu'on parle souvent d' Akkrum-Nes. 

Le cimetière comporte un beffroi typique de la province de la Frise.

## Administration
Jusqu'à la réforme territoriale du 1er janvier 1984, Nes appartenait à la commune d'Utingeradeel (supprimée à cette occasion), et fut dès lors rattachée à la commune de Boarnsterhim. Le 1er janvier 2014, la commune de Boarnsterhim fut à son tour supprimée et ses villages répartis entre plusieurs autres communes. Nes et Akkrum furent rattachés à la commune de Heerenveen.

### Personnalités liées au village
- Foppe de Haan (1943), footballeur et entraineur, en particulier de l'équipe espoirs des Pays-Bas vainqueur de l'Euro 2007.